# Ређоне Аберго (Алесандрија)
Ређоне Аберго је насеље у Италији у округу Алесандрија, региону Пијемонт.
Према процени из 2011. у насељу је живело 15 становника. Насеље се налази на надморској висини од 252 м.